# Salaga
Salaga è una città di 5 472 abitanti (stima 2008) del Ghana, nella regione di Savannah è il capoluogo del Distretto di Gonja Est.
La popolazione è rappresentata per lo più dall'etnia Dagomba, che parla la lingua dagbani (nonostante quella ufficiale sia l'inglese) e segue la religione islamica.
Città cosmopolita fondata nel xv secolo, Salaga era un fiorente centro urbano e un importante centro economico, fino alla fine del xix secolo, quando fu rovinata dalla guerra civile. La zona neutrale istituita da Germania e Regno Unito, denominata Area di Salaga, prende il nome dalla città.